# Chiesa di Sant'Agostino (Narni)
La Chiesa di Sant'Agostino è una chiesa di Narni, edificata ai primi del Trecento dai frati agostiniani. 
La chiesa attuale, iniziata alla fine del XIII secolo, presenta una facciata nuda ed un singolare ingresso.
All'interno, essa si presenta a tre navate, divise da due file di pilastri sottili e slanciati. 
Il soffitto ligneo contiene una gigantesca tela raffigurante la Gloria di Sant'Agostino.
Altre opere importanti:
- l'affresco della Madonna col Bambino sulle ginocchia tra Santa Lucia e Santa Apollonia di Piermatteo d'Amelia;
- la bellissima Cappella di San Sebastiano, in cui sono affreschi di Bartolomeo e Lorenzo Torresani, eseguiti tra 1522 e 1523.[1]
- lo splendido Crocifisso.
- la tela raffigurante la Madonna della Cintola, attribuita a Simone De Magistris, collocabile intorno agli anni novanta del Cinquecento,[2] oppure da altri al narnese Michelangelo Braidi.[3]